# TJX
 (novembre 2014).
TJX est une entreprise basée aux États-Unis qui possède plusieurs chaînes de distribution au détail :
- TJ Maxx
- Marshalls
- Bob's Stores
- A.J. Wright
- HomeGoods

TJX possède aussi Winners et HomeSense au Canada et TK Maxx au Royaume-Uni.
1. ↑  Répertoire mondial des LEI (base de données en ligne), consulté le 17 septembre 2024.
2. ↑  Polygon.io (firme), consulté le 20 février 2021.
3. 1 2  Form 10-K (SEC filing).